# Fath Union Sport Football Club
O Fath Union Sport Football Club ou FUS Rabat é um clube de futebol com sede em Rabat, Marrocos. A equipe compete no Campeonato Marroquino.

## História
O clube foi fundado em 1946.

## Títulos
| Continentais | Continentais                  | Continentais | Continentais                        |
|              | Competição                    | Títulos      | Temporadas                          |
| ------------ | ----------------------------- | ------------ | ----------------------------------- |
|              | Copa das Confederações da CAF | 1            | 2010                                |
| Nacionais    |                               |              |                                     |
|              | Competição                    | Títulos      | Temporadas                          |
| Marrocos     | Botola Pro 1                  | 1            | 2016                                |
| Marrocos     | Taça do Trono                 | 6            | 1967, 1973, 1976, 1995, 2010 e 2014 |
| Marrocos     | Botola 2                      | 4            | 1962, 1998, 2007 e 2009             |

## Estatísticas

### Participações
- B = Botola 2

|  | Participações em 2021 |

| Competição | Competição                    | Temporadas | Melhor campanha                              | Estreia | Última  | P | R |
| Marrocos   | Botola Pro                    | 56         | Campeão (2015–16)                            | 1956–57 | 2020–21 |   | 4 |
| Marrocos   | Taça do Trono                 | ?          | Campeão (1967, 1973, 1976, 1995, 2010, 2014) | ?       | ?       |   |   |
| Marrocos   | Botola 2                      | 9          | Campeão (1961–62, 1997–98, 2006–07, 2008–09) | 1961–62 | 2008–09 | 4 |   |
| Marrocos   | Liga dos Campeões da CAF      | 2          | 3° fase (2013)                               | 2013    | 2017    |   |   |
| Marrocos   | Copa das Confederações da CAF | 6          | Campeão (2010)                               | 2010    | 2017    |   |   |
| Marrocos   | Supercopa da CAF              | 1          | Vice-campeão (2011)                          | 2011    | 2011    |   |   |
| Marrocos   | Recopa Africana               | 1          | Quartas de final (1996)                      | 1996    | 1996    |   |   |
| Marrocos   | Copa da CAF                   | 1          | 2° rodada (2002)                             | 2002    | 2002    |   |   |

## Treinadores
- Zaki Badou (1993–94)
- Philippe Troussier (1995–97)
- Ivica Todorov (1998–00)
- Yves Herbet (1999–03)
- François Bracci (2007)
- Rachid Taoussi (2007–08)
- Hassan Moumen (2008–??)
- Hussein Amotta (1 de julho de 2008 até 24 de junho de 2011)
- Jamal Sellami (30 de junho de 2011 até 8 de maio de 2014)
- Walid Regragui (1 de julho de 2014 até 22 de janeiro de 2020)